# 5. april '81
5. april '81 drugi je uživo album sarajevskog rock sastava Bijelo dugme, koji izlazi 1981.g. Materijal na albumu je snimljen na koncertu u zagrebačkom klubu "Kulušić" 5. travnja 1981.g. Album je objavljen u limitiranom izdanju od 20.000 primjeraka. Na albumu se nalazi deset skladbi, a autor teksta je Goran Bregović, osim obrade starog hita sastava Indexa "Sve ove godine" (Enco Lešić, Kemal Monteno, koju Bijelo dugme izvodi na turneji 1981.g.). Bregović je skladbi dodao ska ritam i zvukove gitare koji su bili u trendu s tadašnjim vremenom. Album objavljuje diskografska kuća Jugoton 1981. godine i svoje reizdanje na CD-u, doživljava 1995. od izdavačke kuće "Croatia Records", a reizdanje u LP formi objavljuje Croatia Records 2021. godine.

## Popis pjesama
- Glazbu i tekst napisao je Goran Bregović, osim gdje je drugačije naznačeno.

1. "Izgledala je malo čudno u kaputu žutom krojenom bez veze"  – 3:18
2. "U stvari ordinarna priča"  – 3:01
3. "Ipak, poželim neko pismo"  – 4:12
4. "I kad prođe sve, pjevat ću i tad"  – 2:51
5. "Ne dese se takve stvari pravome muškarcu"  – 3:24
6. "Sve ove godine" (Enco Lesić/Kemal Monteno)  – 2:28
7. "Na zadnjem sjedištu moga auta"  – 3:39
8. "Ha, ha, ha"  – 3:04
9. "Bitanga i princeza"  – 3:45
10. "Doživjeti stotu"  – 4:01

## Izvođači
- Željko Bebek - vokal
- Goran Bregović - gitara
- Zoran Redžić - bas gitara
- Điđi Jankelić - bubnjevi
- Vlado Pravdić - klavijature

### Produkcija
- Producent - Goran Bregović
- Glazbeni urednik - Siniša Škarica
- Ton majstori - H. Hegedušić i M. Škalec
- Mix -  Goran Bregović i H. Hegedušić